# Max Ulrich Klinker
Max Ulrich Klinker, född 16 oktober 1965 på Frederiksberg, är en dansk författare, advokat och pilot. 
Max Ulrich Klinker är son till journalisten Keld Stig Jørgensen och äldsta barnet i en syskonskara på tre. Han är uppvuxen i Østerbrogade-kvartert i Köpenhamn och tog en nyspråklig studentexamen 1984 vid Niels Steensens Gymnasium. Han var ordförande för Konservativa Gymnasieelever i Storköpenhamn 1982–1984. Han är gift med Marilli Albanis Klinker sedan 1993; tillsammans har de tre barn. 
Han började sin pilotutbildning 1984 och blev 1987 trafikflygare (civilpilot) i Stauning. Han har flugit nattfrakt och specialflygningar, särskilt i det fransktalande Afrika, och senare traditionell charterflygning. Härefter var han pilot hos SAS från 1990 till 2005. Därutöver har han varit flyginstruktör och segelflygare. Han har avlagt juristexamen vid Köpenhamns universitet 1997 och blev därefter dansk och senare fransk advokat. Han är bosatt i Frankrike. 

## Författarskap
Max Ulrich Klinker debuterade på förlaget EC-Edition i 2011 med novellsamlingen "SMAK", som väver in bidrag till existentiella frågor. 2015 utgavs romanen Flyver i natten på Forlaget Hovedland om fraktpiloten Gustav Nerbens 24 timmar över 24 år.  Novellsamlingen Padderok og andre noveller, som gavs ut 2018 på förlaget Brændpunkt, handlar om livet, och huruvida man kan orientera sig i ett universum som, likt författarens förflutna i luftrummet, inte låter sig kartläggas eller representeras adekvat med ett entydigt språk. En värld utan fasta gränser och kategorier, där man lätt kan hamna ur kurs. 
Romanen Pastorale – Krig og Kærlighed utkom 2021 på förlaget Brændpunkt och fick fem stjärnor av tidningen Kristeligt Dagblad, som utsåg den till en av årets 25 bästa böcker. Den utspelar sig i upptakten till andra världskriget och har den danske RAF-piloten Herman Andersen som huvudperson. Romanen är både en utvecklings- och krigsroman. Romanen Stamina – Krig og Kærlighed, som gavs ut i 2024 på förlaget Brændpunkt, är en fristående fortsättning på Pastorale – Krig og Kærlighed. Den följer Herman Andersen och livet bland RAF-piloterne åren 1940–1941, där krighistoria skrivs och en oviss framtid tonar fram. Tidningen Kristeligt Dagblad gav den fyra stjärnor och kallade den "en stor handlingsmättad roman". Romanen Paragon – Krig og Kærlighed är planerad att utkomma 2026 på förlaget Brændpunkt och den skall avsluta trilogin om Herman Andersen och livet bland RAF-piloterna.
Max Ulrich Klinker är dessutom författare till ett flertal artiklar, essäer och skönlitterära texter.